# حجر المغناطيس

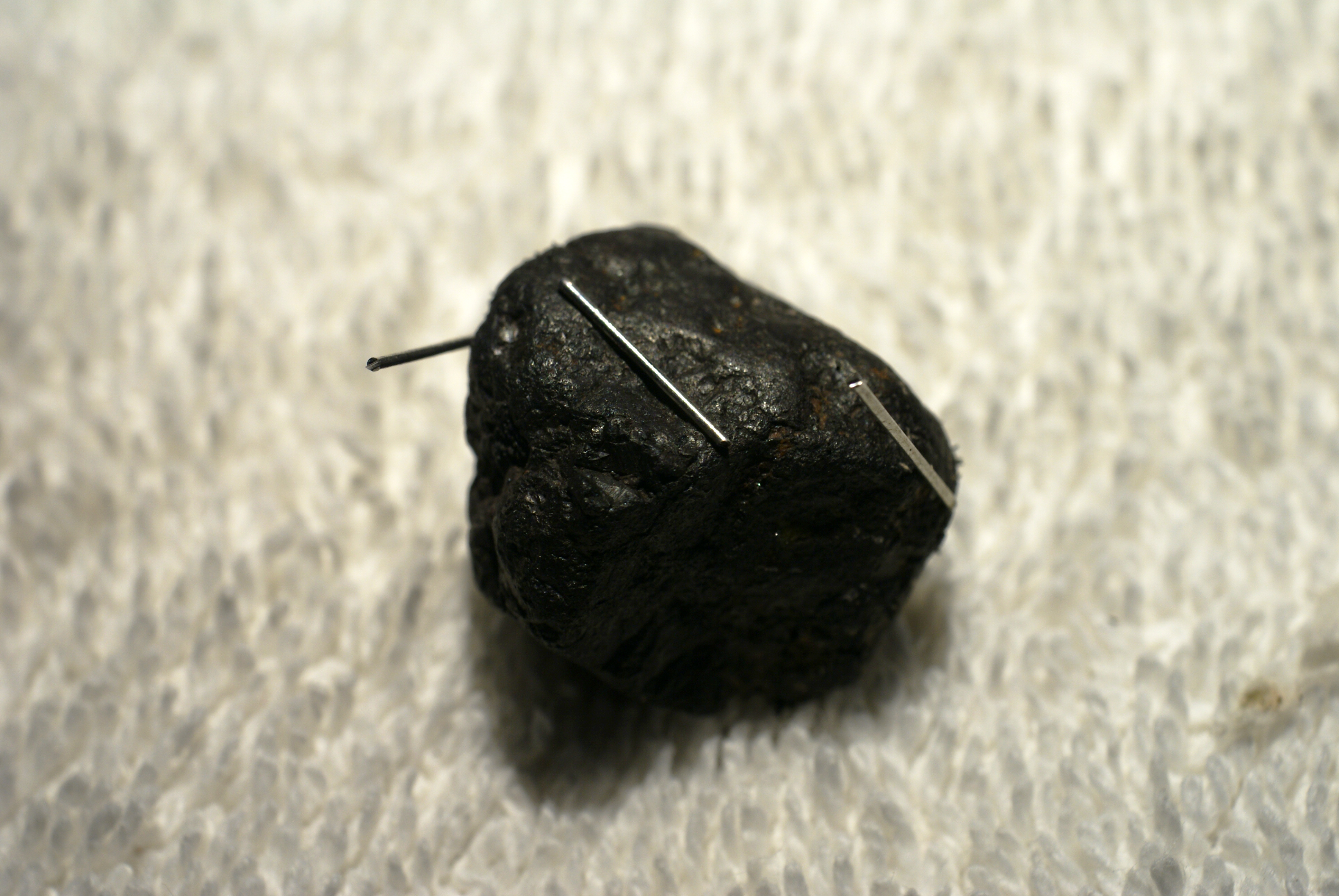
حجر مغناطيس يجذب قطعًا صغيرة من الحديد

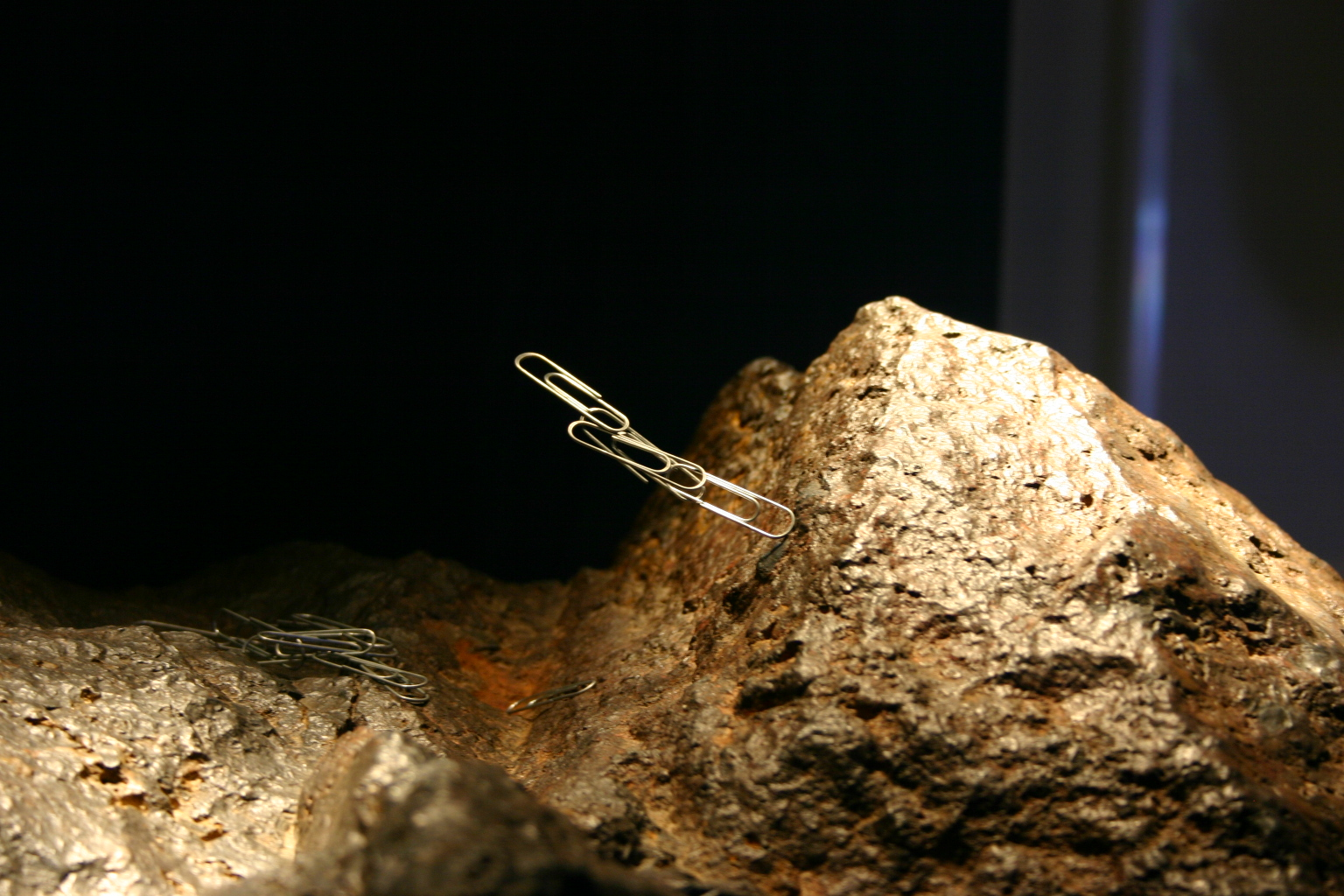
حجر مغناطيس في قاعة الأحجار الكريمة الخاصة بمعهد سميثسونيان

حجر المغناطيس، أو حجر المغنطيس، هو قطعة ممغنطة من أكسيد الحديد الأسود (المغنتيت) المعدني. وهي تُعتبر مغناطيسًا بطبيعتها، حيث إنها تجذب قطع الحديد. والقدماء هم أول من اكتشفوا خاصية المغنطة في حجر المغناطيس. وكانت قطع من حجر المغناطيس، التي تم تعليقها بحيث يمكن أن تستدير، أولى البوصلات المغناطيسية، وتتضح أهميتها للملاحة المبكرة من خلال اسم الكلمة الإنجليزية lodestone، التي تعني في اللغة الإنجليزية الوسطى «حجر المسار» أو «حجر القيادة». ويعد حجر المغناطيس هو واحد من اثنين من المعادن فقط يتم العثور عليه ممغنطًا بشكل طبيعي؛ ويتمثل المعدن الآخر في البيروتيت، وهو معدن مغناطيسي ضعيف. والمعروف أن أكسيد الحديد الأسود يكون أسود اللون أو أسود بني مع لمعان معدني، ويتمتع بصلابة، وفقًا لمقياس موس لصلابة المعادن، تبلغ 5.5-6.5 وطبقة سوداء.
مكتشف هذا الحجر محمد العمدي عام ٤٠٠ 

## الأصل
كانت العملية التي يتم من خلالها تكوين حجر المغناطيس منذ فترة طويلة محل تساؤل مفتوح في الجيولوجيا. ويتم العثور على كمية صغيرة فقط من أكسيد الحديد الأسود على الأرض ممغنطًا مثل حجر المغناطيس. وينجذب أكسيد الحديد الأسود العادي إلى المجال المغناطيسي، كما هو الحال بالنسبة للحديد الصلب ولكنه لا يكون ممغنطًا في حد ذاته. واكتشف أحد الأبحاث الحديثة أنه ليست هناك إلا مجموعة متنوعة من أكسيد الحديد الأسود تتمتع ببنية بلورية خاصة، وهي مزيج من أكسيد الحديد الأسود والماغمايت، حيث تتمتع بمقاومة تغييرات مغناطيسية كافية لتظل ممغنطة، وبالتالي تكون مغناطيسًا دائمًا. وتشير إحدى النظريات إلى أن أحجار المغناطيس تكون ممغنطة بواسطة المجالات المغناطيسية القوية المحيطة بصواعق البرق. وتدعم هذه النظرية الملاحظة التي تقول إن هذه الأحجار توجد في الغالب في سطح الأرض؛ وليست مدفونة على عمق كبير.

## معلومات تاريخية

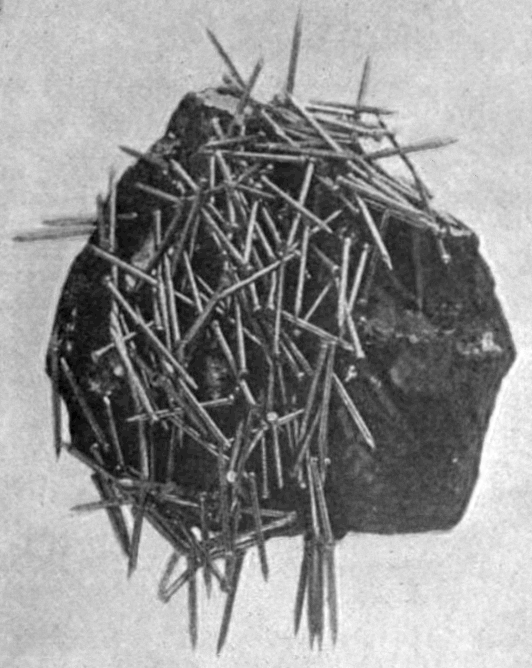
حجر مغناطيس يجذب مسامير الحديد

كانت إحدى أولى الإشارات إلى الخصائص المغناطيسية لحجر المغناطيس من قِبل الفيلسوف اليوناني الذي عاش في القرن السادس قبل الميلاد طاليس مليتوس، والذي يُرجع اليونانيون القدماء الفضل له في اكتشاف قدرة حجر المغناطيس على جذب الحديد وغيره من أحجار المغناطيس الأخرى. وقد يأتي اسم «مغناطيس» من أحجار المغناطيس التي توجد في المغنيسيوم.
وفي الصين، توجد الإشارة الأدبية الأولى للمغناطيسية في كتاب صدر في القرن الرابع قبل الميلاد تحت عنوان كتاب قائد وادي الشياطين (鬼谷子): «إن حجر المغناطيس يجعل الحديد ينجذب إليه.» وأول إشارة لانجذاب إبرة تظهر في عمل تم تأليفه ما بين عامي 20 و100 ميلاديًا (論衡): «حجر مغناطيس يجذب إبرة.» وبحلول القرن الثاني عشر، كان يتم استخدام بوصلة حجر مغناطيس للملاحة في الصين خلال القرون الوسطى.
ومع ذلك، واستنادًا إلى اكتشافه لقطعة أثرية من خام الحديد خاصة بشعوب الأولمك في أمريكا الوسطى، اقترح عالم الفلك الأمريكي جون كارلسون أن «شعب الأولمك ربما يكون قد اكتشف واستخدم بوصلة الحجر المغناطيسي في وقت سابق قبل 1000 قبل الميلاد». وإذا كان هذا صحيحًا، فإن هذا «يسبق اكتشاف الصينيين لبوصلة الحجر المغناطيسي بأكثر من ألف عام». ويرى كارلسون أن شعوب الأولمك قد استخدمت قطعًا مماثلة كأجهزة لتحديد الاتجاه لأغراض علم الضرب بالرمل أو لتوجيه معابدهم أو المساكن التي يعيشون فيها أو دفن موتاهم.

## وصلات خارجية
- Lodestone